# Geografija Rusije
Geografíja Rúsije (rusko геогра́фия Росси́и) opisuje geografske značilnosti Rusije, ki se s 17.098.242 km2 celokupne površine uvršča na prvo mesto na lestvici svetovnih držav po površini ter s približno 143,5 milijoni prebivalcev na deveto mesto na lestvici svetovnih držav po prebivalstvu. Zajema približno tretjino površine Evrazije ter devetino celotne površine Zemlje. Meja med evropskim (okoli 24 % celotne površine) ter azijskim delom Rusije oz. Sibirijo (okoli 76 % celotne površine) je obenem tudi meja med Evropo in Azijo, poteka pa po Uralskem gorovju, nato po reki Ural (ki sicer teče deloma skozi Kazahstan), preko Kaspijskega jezera, zatem pa se obrne proti zahodu in teče ob gorovju Kavkaz, po Kumo-maniškem podolju ter preko Črnega morja.
Rusija zaradi svoje velikosti izkazuje tako enoličnost kot raznolikost v reliefu, podnebju ter rastlinstvu in živalstvu. Evropski del države in zahodni del Sibirije je pretežno nižinski, medtem ko vzhod Sibirije sestavljajo planote, višavja in gorovja. V večini države se pojavlja celinsko podnebje z dolgimi in mrzlimi zimami ter kratkimi poletji z majhnimi in slabo porazdeljenimi padavinami. Temu ustrezno je tudi rastlinstvo, ki ga v večini države, predvsem v Sibiriji, predstavljajo nepregledni iglasti gozdovi, imenovani tajga, na južnih delih pa mešani gozdovi. Na jugu evropskega dela Rusije prevladuje stepa z vlažnim celinskim podnebjem, kjer se nahaja zelo rodovitna prst, imenovana černozjom ali stepna črnica, zaradi česar so velike površine travnate stepe obdelane, gojijo pa predvsem žitarice. Severni deli države, predvsem v Sibiriji, niso primerni za kmetijsko obdelavo zaradi stalno zamrznjenih tal, tj. permafrosta.
V Rusiji se nahajajo ogromne zaloge fosilnih goriv ter rudna bogastva, zaradi česar sodi med vodilne proizvajalke nafte in zemeljskega plina ter rudnin in kovin na svetu. Kot vsaka industrializirana dežela se tudi Rusija spopada s problemom onesnaževanja zraka in vode, poseben problem je tudi radioaktivno onesnaženje zaradi jedrskih elektrarn in poskusov z jedrskim orožjem v obdobju bivše Sovjetske zveze. Kljub temu se stanje v zadnjih letih izboljšuje zaradi modernizacije elektrarn in tovarn ter zmanjšanja industrije v 90-ih letih 20. stoletja.
UNESCO je do sedaj uvrstil 41 območij v Rusiji med biosferne rezervate. Nekatera območja, kot so Komski pragozd, ognjeniki na Kamčatki in Bajkalsko jezero, so razglašena tudi za Unescovo svetovno naravno dediščino.

## Osnovna topografija
Rusijo sestavljajo štiri velike pokrajinske enote, tj. Vzhodnoevropsko nižavje in Zahodnosibirsko nižavje ter Srednjesibirsko višavje in Vzhodnosibirsko višavje.
Vzhodnoevropsko nižavje zavzema večino evropskega dela Rusije. Nižine so deloma močvirnate, med njimi se pojavljajo prostrana in neizrazita hribovja, kot so Severnoruske višine. Na severu se nižavje navezuje na Baltiški ščit (Karelija in polotok Kola), na jugu pa prehaja v Kaspijsko kotlino, ki jo izpolnjuje Kaspijsko jezero. Med Kaspijskim jezerom in Črnim morjem poteka mlajše gorovje Kavkaz, kjer se nahaja tudi najvišja gora v Evropi, tj. Elbrus (5.642 m n. m.). Na vzhodu je nižavje omejeno s pogorjem Ural, ki se razteza od Karskega morja na severu, kjer ga podaljšuje otok Nova dežela, do Kaspijske kotline na jugu. Na omenjenem nižavju, blizu meje s Finsko, se nahajata tudi največji evropski jezeri, tj. Ladoško in Oneško jezero. Najdaljše reke, ki tečejo po nižavju, so Volga (najdaljša reka v Evropi), Ural, Kama, Don in Pečora.
Vzhodno od pogorja Ural se vse do reke Jenisej razteza Zahodnosibirsko nižavje, z okoli 3 milijoni km2 največje nižavje na svetu z obsežnimi močvirnatimi področji. Največji vodotok je reka Ob s pritokom Irtiš. Vse glavne reke se izlivajo v Karsko morje. Na jugu nižavje omejujeta gorovji Altaj in Sajan. Na južnem delu tega nižavja se v porečju rek Ob in Irtiš nahaja redko poseljeno Vasjugansko barje, ki je s 53.000 km2 največje barje na svetu.
Proti vzhodu se med rekama Jenisej in Lena razteza skoraj povsem neposeljeno Srednjesibirsko višavje s površino okoli 1,5 milijona km2, ki ga sestavljajo obsežne planote s povprečno nadmorsko višino od 500-700 m. Na severu se višavje spušča v Severnosibirsko nižavje, ki sega do polotoka Tajmir. Na slednjem se pokrajina zopet vzpenja v Birangsko hribovje. Na jugozahodu višavje omejuje vzhodni del gorovja Sajan, na jugovzhodu pa Bajkalsko in Transbajkalsko gorovje, med katerima se nahaja Bajkalsko jezero, najgloblje jezeru na svetu.
Vzhodno od Lene se razteza Vzhodnosibirsko višavje, ki ga sestavlja več gorskih verig. Na jugu se Transbajkalsko gorovje razteza preko Stanovojskega gorovja do Ohotskega morja, od tod pa proti jugi ob reki Amur Burejsko gorovje in nato še gorovje Sihote-Alin do Japonskega morja. Na severnem delu višavja se proti vzhodu vrstijo Verhojansko gorovje, gorovje Čerskega in Kolimsko nižavje, ki se zopet vzpne kot Kolimsko pogorje. Proti severu se dviga Anadirsko višavje, proti jugovzhodu pa Korjaško višavje, ki se nadaljuje kot Osrednje gorovje na polotoku Kamčatka, kjer se nahajajo številni ognjeniki, od katerih jih je vsaj 30 aktivnih. Omenjeno gorovje skupaj s Kurilskimi otoki spada v t. i. Pacifiški ognjeni obroč. Obala Ruskega Daljnega vzhoda je gorata in močno razčlenjena, največji med otoki pa je Sahalin.

### Skrajne točke in meje
Skrajna severna točka Rusije je Rt Fligeli na Rudolfovem otoku, ki pripada Deželi Franca Jožefa, skrajna vzhodna točka je Ratmanov otok v Beringovem prelivu. Na kopnem je sicer skrajna severna točka Rt Čeljuskin na Tajmirskem polotoku, skrajna vzhodna pa Rt Dežnjev na Čukotskem polotoku. Skrajna južna točka se nahaja jugovzhodno od gore Bazardüzü, na meji med Dagestanom in Azerbajdžanom. Skrajna zahodna točka se nahaja v Kaliningradu, Kaliningrajska oblast, ki pa je ruska eksklava; glavni del Rusije se začenja na obali reke Pededze v Pskovski oblasti, ki meji na Estonijo. Geometrično središče Rusije se nahaja v Krasnojarskem okraju, na jugovzhodni obali jezera Vivi.
Celotna dolžina vseh mej Rusije znaša nekaj več kot 60.000 km, pri čemer približno dve tretjini predstavljajo meje z morji na severu in vzhodu. Na zahodu meji z Norveško, Finsko, Estonijo, Latvijo, Litvo, Poljsko, Belorusijo in Ukrajino, na jugu pa z Abhazijo, Gruzijo, Južno Osetijo, Azerbajdžanom, Kazahstanom, Mongolijo, Kitajsko in Severno Korejo. Na vzhodu meji z Japonsko in Združenimi državami Amerike, meja poteka po morju.

## Geološka preteklost
Vzhodnoevropska in Sibirska plošča, ki sestavljata večino današnje Severne Evrazije, sta stari več kot 1.700 milijonov let. Združili sta se pred približno 500 milijoni let v obdobju kambrija, gorovje Ural pa je nastalo pred približno 220–280 milijoni let, tj. v obdobju triasa oz. perma. Na Vzhodnoevropski plošči se danes nahaja večina evropskega dela Rusije ter Ukrajine. Polotok Kola in območje do Sankt Peterburga se nahaja na Baltiškem ščitu, na katerem so najstarejše kamnine stare okoli 2 milijardi let. Sibirska plošča se nahaja med Jenisejem ter Leno in jo tako danes predstavlja Srednjesibirsko višavje. Na severnem delu Sibirije se nahaja Anabarski ščit, na jugovzhodnem delu pa Aldanski ščit, na katerih so nekatere kamnine stare tudi do 3 milijarde let; nekatera najbolj znana nahajališča zlata in diamantov se nahajajo ravno na omenjenih ščitih. Vzhodno od Urala se nahaja Zahodnosibirsko nižavje, ki je nastalo iz morskih usedlin v obdobju jure in krede, ko so bivali dinozavri in uspevale velike tropske rastline. Zaradi tega so v omenjenem nižavju velike zaloge nafte in zemeljskega plina, odkriti so bili tudi številni fosili dinozavrov.
Gorovji Altaj in Sajan sta nastali sredi paleozoika pred okoli 450 milijoni let, Sihote-Alin in ostala gorovja na ruskem Daljnem vzhodu pa so nekoliko mlajša, okoli 225 milijonov let. Gorovja Kavkaz ter Pamir in Tienšan v Srednji Aziji, ki spadajo v alpsko-himalajsko gorsko verigo, so zelo mlada in so v glavnem nastala pred 10-15 milijoni let.
V obdobju med 2,4 milijoni let in 10.000 let v preteklosti so imele ledene dobe močan vpliv na izoblikovanje površja Severne Evrazije. Za razliko od Severne Amerike ledeni pokrov ni pokrival celotnega območja, pač pa le predel Skandinavije ter območje do vzhodne obale Belega morja, Ural in Putoransko planoto, vmesni deli vse do ruskega Daljnega vzhoda pa so bili zaradi majhne vlažnosti praktično brez ledenega pokrova. Zaradi velike količine vode, vezane v led, in posledično nižje morske gladine je bila Evrazija povezana s Severno Ameriko preko Beringovega kopenskega mosta, Sahalin pa z Japonsko in glavno celino, podobno tudi arktični otoki. Ledene dobe so za seboj pustile številne sledi, kot so Valdajsko višavje, številna jezera v Kareliji, Oneško in Ladoško jezero ter številne ledeniške vzpetine, drumline in ostale formacije na severu evropskega dela države. Zaradi finega vetrnega sedimenta iz ledenikov je na jugu evropskega dela nastala zelo rodovitna stepna črnica oz. černozjom.

## Vodovje

### Reke
Rusija ima več kot 120.000 rek, daljših od 10 km, v skupni dolžini 2,3 milijona km. 54 % rek se izliva v Arktični ocean, 15 % v Tihi ocean, 8 % v Atlantski ocean preko Črnega in Baltskega morja, 23 % (med drugim tudi Volga) pa se jih izliva v Aralsko-Kaspijsko kotlino.
Volga je s svojimi 3.690 km najdaljša reka v Evropi. Njen najdaljši desni pritok je Oka, levi pa Kama. Povprečni letni pretok znaša 253 km3. Ostale večje reke v evropskem delu so še Pečora (1.790 km) in Severna Dvina (1.310 km), ki se izlivata v Arktični ocean, ter Don (1.950 km), ki se izliva v Azovsko morje. Ural (2.428 km), ki teče deloma po Rusiji, deloma pa po Kazahstanu in se izliva v Kaspijsko jezero, ima poseben status, saj je celotna reka naravna meja med Evropo in Azijo. Volga in Don sta močno izkoriščeni za potrebe hidroelektrarn. Zaradi hidroelektrarn, industrije, namakalnega poljedelstva in porabe v gospodinjstvih se je pretok Volge v zadnjih 100 letih zmanjšal za petino; 7 % letnega pretoka odpade na človeško dejavnost.
Največje sibirske reke se stekajo v Arktični ocean, z izjemo Amurja (4.060 km), ki se steka v Tihi ocean. Ob in njen glavni pritok Irtiš sta s 5.400 km peti najdaljši rečni sistem na svetu in sta močno izkoriščena za potrebe hidroelektrarn. Ostale večje reke v Sibiriji so še Jenisej s pritokom Angaro (5940 km), Lena (4270 km), Kolima (2600 km) in Katanga (1510 km). Sibirske reke pogosto poplavljajo, saj se pomladne temperature pojavijo prej na južnih delih, zaradi česar se led prične topiti, medtem ko so reke na svojih severnih delih še vedno zamrznjene.

### Jezera
Bajkalsko jezero je najstarejše (okoli 25 milijonov let) in s 1.620 m globine najgloblje jezero na svetu. Njegova površina znaša 31.500 km2, vsebuje pa okoli 23.600 km3 sladke vode, kar je petina celotne zaloge sladke vode na svetu. V jezero se steka okoli 300 rek in potokov, največje med njimi so Selenga, Barguzin in Zgornja Angara, edini iztok iz jezera pa je Angara, ki je že pri izstopu široka skoraj kilometer. V jezeru se nahaja več deset otokov, največji med njimi, Olhon, pa je s 730 km2 hkrati največji »jezerski« otok na svetu. Rusiji pripada tudi severozahodna obala Kaspijskega jezera, ki je s 371.000 km2 površine največje jezero na svetu. Njegova slanost znaša tretjino tiste v oceanih.
V evropskem delu se severovzhodno od Sankt Peterburga nahajata Ladoško jezero, ki je s 17.700 km2 površine največje evropsko jezero, ter Oneško jezero, ki je za polovico manjše od prvega. Obe jezeri sta nastali v času zadnje ledene dobe pred približno 10.000 leti, podobno kot Velika jezera v ZDA.

### Obale in otoki
Rusija premore 37.000 km obal, s čimer se glede tega uvršča na tretje mesto v svetu, za Kanado in Indonezijo. Večina obal meji na Arktični ocean. Ta je znaten del leta zaledenel vse do obal, zaradi česar je pomorski promet lahko zelo otežen. V evropskem polarnem delu se pomembno pristanišče nahaja v Murmansku, saj Barentsovo morje zaradi vpliva toplega severnoatlantskega toka ne zmrzne. Problem za promet sicer predstavljajo Karska vrata med južnim delom Nove zemlje in otokom Vajgač, saj se led na morju stopi le v juliju in avgustu. S pomočjo jedrskih ledolomilcev je prehod odprt okoli 4 mesece, predvidevajo pa, da se bo ta čas znatno podaljšal v prihodnjih desetletjih zaradi globalnega segrevanja. Baltsko morje ob Sankt Peterburgu, ki leži mnogo južneje, navkljub svoji legi zmrzne pozimi. V evropskem polarnem delu sta največji otočji Nova dežela in Dežela Franca Jožefa, v sibirskem polarnem delu pa Severna dežela in Novosibirski otoki.
V evropskem delu sta pomembni pristanišči še Kaliningrad, ki je obenem generalštab Baltiške flote Ruske vojne mornarice, ter Astrahan na obali Kaspijskega jezera.
Drugi največji delež obal meji na Tihi ocean. Najpomembnejša pristanišča so v Magadanu, Južno-Sahalinskem, Petropavlovsku, Vladivostoku in Nahodki. Vladivostok je največje pristanišče na Ruskem daljnem vzhodu, hkrati pa je generalštab Pacifiške flote Ruske vojne mornarice. Čukotski polotok ter Sahalin in Kurilski otoki so pomembni tako zaradi ribolovnih območij kot tudi zaradi strateških vojaških razlogov (npr. namestitev protiraketnih obrambnih sistemov). Kurilski otoki se v več kot 1.000 km pasu raztezajo od Kamčatke do japonskega Hokaida. Zadnji štirje najbolj južno ležeči otoki so še vedno predmet ozemeljskega spora med Rusijo in Japonsko.

## Podnebje
Rusija sodi med najbolj severno ležeče in najbolj mrzle države na svetu. V splošnem ima večina države celinsko podnebje z dolgimi in mrzlimi zimami ter kratkimi poletji z majhnimi in slabo porazdeljenimi padavinami. Zaradi podnebnih omejitev je tako za kmetijstvo na voljo le okoli 7–12,5 % celotne površine države (tj. 125-225 milijonov hektarjev), od tega je okoli 60 % zemljišč obdelanih.
Podnebje je v splošnem odvisno od naslednjih dejavnikov:
1. Zemljepisna širina oz. oddaljenost od ekvatorja; dlje kot se območje nahaja od ekvatorja, hladnejše podnebje ima, saj je manj neposredno osvetljeno s sončno svetlobo. Celotna Rusija leži na severni polobli, več kot polovica države nad 60° zemljepisne širine.
2. Nadmorska višina; višja kot je lega območja, hladnejše je to območje. Večino Rusije bolj ali manj predstavljajo nižavja in planote, zato gorovja nimajo velikega vpliva na podnebje, z izjemo Kavkaza in srednjeazijskih ozemelj (npr. ob gorovju Altaj).
3. Bližina oceanov; voda se namreč počasneje ohlaja in segreva, kar zmanjšuje temperaturne razlike okolja, proti notranjosti pa postajajo sezonske razlike vse bolj očitne. Oceani na Severno Azijo, tj. na Rusijo, le malo vplivajo. Arktični ocean je povečini zamrznjen ob obalah vsaj pol leta, zaradi česar praktično deluje kot veliko zasneženo območje, kjer je vlage razmeroma malo. Atlantski ocean vpliva na polotok Kola, zaradi česar so temperature tam v povprečju višje, kot pa bi pričakovali glede na veliko zemljepisno širino. Tihi ocean vpliva na ruski Daljni vzhod in prinaša monsunska obdobja, vendar je ta vpliv omejen zaradi pretežno zahodnih vetrov, ki nekaj vlage odnašajo stran od obale.
4. Oceanski tokovi; mrzli tokovi povzročajo na priobalnih območjih hladno in suho podnebje, topli tokovi pa toplo in vlažno podnebje.
5. Prevladujoče smeri vetrov; v večini Evrazije prevladujejo zahodni vetrovi.
6. Pozicije območja ob gorovju; privetrna območja načeloma dobijo več dežja, zavetrna pa manj dežja, po drugi strani pa gorovje lahko ščiti območje pred mrzlimi severnimi vetrovi ali pa povzroča nastanek padajočih vetrov oz. gornikov, ki s seboj prinašajo padavine.
7. Prisotnost oblakov in prahu
8. Infrastruktura
9. Globalno segrevanje

Po Köppnovi podnebni klasifikaciji razdelimo podnebja v Rusiji na polarna, celinska, zmerno topla in suha (polpuščavska) podnebja. Tropskega podnebja v Rusiji ni.

### Polarno podnebje
Polarno podnebje se v Rusiji pojavlja v glavnem nad severnim tečajnikom, predvsem na priobalnih območjih in na otokih v Arktičnem oceanu. Tipičen primer je severni del Nove zemlje, kjer so temperature večine mesecev blizu zmrzišča ali pod njim (povprečna letna temperatura (MAT) je –9,7 °C), povprečne letne padavine (MAP) pa so zmerne, tj. okoli 500 mm. Trdožive rastline rastejo le v kratkotrajnem obdobju od julija do avgusta, ko se temperature dvignejo nad zmrzišče, vendar ne nad 10 °C. Ocean ima zmeren vpliv na tamkajšnje podnebje, saj so najnižje izmerjene temperature –40 °C, medtem ko so v notranjosti Sibirije –60 °C in več.
Narjan-Mar, priobalno mesto na kraju, kjer se reka Pečora izliva v Barentsovo morje, ima nekoliko toplejše povprečne letne temperature (okoli –3,5 °C), sezona rasti je tudi nekoliko daljša, tj. 3,5 mesece. Najnižje temperature so –50 °C, poletja pa so sveža (julija okoli 15 °C), čeprav se temperature lahko povzpnejo do več kot 30 °C. Zime so tudi tukaj dolge s kratkimi dnevi, saj mesto še vedno leži nad severnim tečajnikom. Sneg je prisoten večino leta, tj. okoli 220 dni.

### Celinsko podnebje
Celinsko podnebje je najbolj razširjen tip podnebja v Rusiji, saj se pojavlja na približno 80 % celotne površine države. Temperatura v najbolj mrzlem mesecu je vedno pod zmrziščem, vendar so temperature v najtoplejšem mesecu navadno nad 10 °C. V Rusiji ločimo tri glavne podtipe celinskega podnebja:
1. celinsko subpolarno podnebje ali podnebje tajge s svežim poletjem (Dfc), ki se pojavlja na severu evropskega dela in na zahodu Sibirije;
2. celinsko subpolarno podnebje z zelo hladnimi zimami (Dwd in Dfd), ki se pojavlja predvsem na vzhodnem delu Sibirije, in
3. vlažno celinsko podnebje s toplim poletjem (Dfb), ki se pojavlja v osrednjem evropskem delu, na južnih delih Zahodnosibirskega nižavja in ponekod na ruskem Daljnem vzhodu.

Podnebje tajge se kaže npr. pri mestu Siktivkar s povprečno letno temperaturo 0,3 °C in povprečnimi letnimi padavinami 492 mm. Sezona rasti je tukaj daljša kot pri tundri, okoli 5-6 mesecev, snežna odeja pa se zadrži okoli 180 dni. Zime so lahko zelo hladne, tudi čez –50 °C, po drugi strani pa so poletja lahko vroča, celo čez 35 °C.
Na vzhodu Sibirije se pojavlja celinsko subpolarno podnebje z zelo hladnimi zimami, kjer se temperature v najhladnejšem mesecu spustijo pod –38 °C. Ostro celinsko podnebje se tako kaže v velikih temperaturnih nihanjih, kot npr. pri Ojmjakonu, kjer so poleti temperature 33 °C, pozimi pa tudi skoraj –70 °C. Drug znan kraj s podobnimi temperaturnimi nihanji je Verhojansk.
Moskva je primer mesta, ki leži v vlažnem celinskem podnebju, z MAT 3,6 °C in MAP 575 mm. Štirje letni časi so jasno definirani, pri čemer so poletja topla, vendar ne vroča, s povprečno temperaturo v juliju okoli 18 °C. Zime so dokaj hladne, s povprečno temperaturo v januarju okoli –10 °C in trajajo 5 mesecev. Moskva ima razmeroma veliko število meglenih dni, kar je deloma posledica vpliva Atlantskega oceana, deloma pa tudi onesnaženosti zaradi močno razvite industrije (smog). Temperature v mestu so za 2–3 °C višje kot v podeželski okolici.

### Zmerno toplo podnebje
Tovrstno podnebje se pojavlja samo v ozkem pasu ob Črnem morju ter ob Kaspijskem jezeru. Temperature se v najhladnejšem mesecu nikoli ne spustijo pod temperaturo zmrzišča, kar je pomembno za določene rastline, ki ne prenesejo mraza. Okolica mesta Soči, ki leži ob obali Črnega morja, je namreč edino območje v Rusiji, kjer lahko uspevajo agrumi, kaki, granatno jabolko in čajevci; tukajšnje plantaže čajevcev so hkrati najbolj severno ležeče tovrstne plantaže na svetu. Obala Črnega morja ima razmeroma veliko vlage in je tamkajšnjo podnebje dokaj podobno tistemu na jugovzhodu ZDA, vendar je stopnja vlage nižja v primerjavi s Florido. Obala Kaspijskega jezera ima po drugi strani bolj sušno podnebje zaradi učinka padavinske sence.

### Polpuščavsko podnebje
Hladno polpuščavsko ali hladno stepsko podnebje se pojavlja ob severozahodni obali Kaspijskega jezera, predvsem v Kalmikiji, in v manjši meri ob severozahodni meji z Mongolijo. Prehod iz celinskega podnebja je neposreden, brez vmesnega zmerno toplega podnebja. Točna definicija puščavskega in polpuščavskega podnebja je dokaj zapletena, vendar v splošnem velja, da v znatnem delu leta izhlapevanje vode zaradi višjih temperatur prevladuje nad količino padavin, zaradi česar je to obdobje sušno. Primer takega mesta je Volgograd (nekdanji Stalingrad), kjer je MAT 7,7 °C ter MAP 345 mm. Poletja so lahko zelo vroča, s temperaturami tudi do 42 °C z minimalnimi padavinami, tj. 22 mm na mesec. Kljub temu so zime lahko zelo mrzle (do –35 °C) in vetrovne, kar je izkusila 6. nemška armada leta 1942 med bitko za Stalingrad. Snežna odeja se zadrži okoli 80 dni.

## Biomi
| arktična puščava tundra alpska tundra tajga listopadni gozdovi gorski gozdovi stepe polpuščavsko rastje puščava |

V Rusiji so glavni biomi tundra, tajga, listopadni gozdovi in stepa. Biomi potekajo v širokih pasovih v vzporedniški smeri, skladno s podnebnimi pasovi. Med biomi ni ostrih ločnic, pač pa se vmes pojavljajo prehodni pasovi: tako se med tundro in tajgo pojavlja pas gozdne tundre s krivenčastimi brezami, borovci in macesni, med tajgo in listopadnimi gozdovi pas mešanih gozdov ter med gozdovi in stepo pas gozdne stepe. Nekateri biomi so v določenih delih države večji oz. širši, kar je odvisno od podnebja; tako se mešani in listopadni gozdovi pričnejo pojavljati že blizu Sankt Peterburga zaradi vpliva vlažnega celinskega podnebja, medtem kot sega tajga vzhodno od Urala daleč proti jugu zaradi vpliva subpolarnega podnebja.
Puščavsko rastje se v manjši meri pojavlja severno od Mahačkale in zahodno od Kaspijskega jezera, predvsem v Kalmikiji, kjer se nahaja edina prava puščava v Evropi.
Poleg naštetih biomov posebne ekosisteme predstavljajo gorski predeli, priobalna področja ob Kaspijskem jezeru in Črnem morju, ki imajo subtropsko rastlinstvo, podobno tistemu z mediteranskim podnebjem (zimzeleno grmičevje in nizka drevesa), ter ruski Daljni vzhod ob Pacifiku.
Sestava in obseg različnih pasov rastlinstva v gorskih predelih je med drugim odvisna od usmerjenosti pobočja (severna pobočja so bolj mrzla) ter krajevnih podnebnih in bioloških dejavnikov. Tako se gozdna meja pojavlja v polarnem delu Urala ter v gorovjih polotoka Kola na višini okoli 300 m, medtem ko se pri Kavkazu pojavlja na višini okoli 2.500 m, proti Centralni Aziji pa se dviguje celo nad 3.000 m. V Sibiriji se v nivoju gozdne meje pojavlja povečini pritlikavi bor, medtem ko se pri Kavkazu pojavljajo bukve, breze in rdeči bor.
Mešani in listopadni gozdovi na ruskem Daljnem vzhodu so pestri zaradi vpliva poletnih monsunov; na tem območju uspeva okoli 70 vrst dreves. V severnih predelih ob reki Amur uspevajo korejski bor, smreke, jelke, hrasti in javorji, medtem ko v južnejših predelih blizu Vladivostoka uspevajo npr. orehi in bresti. Najbolj znana žival je sibirski ali amurski tiger, ki je trenutno ogrožena vrsta. Ostali ogroženi vrsti sta še himalajski črni medved in amurski leopard. Na omenjenem področju bivajo tudi mnoge redke vrste ptic (npr. Bubo blakistoni, vrsta sove).

### Tundra
Tundra je brezdrevesna pokrajina, kjer uspevajo predvsem mahovi in lišaji, proti južnejših delih pa tudi trave, ostričevke, ločja ter nizke grmovnice. Razvoj večjega rastja namreč zavirajo stalno zamrznjena tla, tj. permafrost. V Rusiji se v glavnem nahaja nad Arktičnim krogom, tj. v evropskem delu na polotoku Kola ter v Arhangelski oblasti in Republiki Komi, v Sibiriji pa predvsem na Jamalskem, Tajmirskem in Čukotskem polotoku. Tipično favno oz. živalstvo tundre predstavljajo arktična lisica, polarni zajec, svizec, severni jelen oz. karibu (Rangifer tarandus), arktični sokol, lemingi oz. postrušniki, snežna sova, uhati škrjanec (Eremophila alpestris) ter nekatere vrste labodov (npr. C. columbianus), strnadov (Emberizidae), ščinkavcev, gosi in rac.
Na skrajnih severnih otokih, kot so Vranglov otok, Severna zemlja, Zemlja Franca Jožefa in severna polovica Nove zemlje, prevladuje polarna puščava, kjer rastejo le posamezni mahovi in lišaji. Kljub temu je rastje oz. flora razmeroma raznolika, saj npr. na severnem delu Zemlje Franca Jožefa uspeva okoli 60 vrst cvetočih zeli ter preko 100 vrst mahov in lišajev. Med sesalci so pomembni polarni medvedje ter nekateri plavutonožci, kot so mroži in tjulnji. Od ptic bivajo tod nekatere vrste galebov, čiger, morskih papagajev (Fratercula) in lumen (Uria).

### Tajga
Ruska tajga je sklenjeno področje iglastega in v južnejših predelih tudi mešanega gozda, ki sega na zahodu od Karelije in Baltskega morja do Beringovega in Ohotskega morja na ruskem Daljnem vzhodu. S svojimi približno 6 milijoni km2 površine sodi med največje gozdove na svetu.
Glede na pestrost vrst je ruska tajga dokaj siromašna oz. monotona. V evropskem delu prevladujejo navadna smreka, rdeči bor in navadna jelka, v zahodnem delu Sibirije rdeči bor, sibirska jelka, sibirska smreka in sibirski bor, v vzhodnem delu Sibirije pa macesni. Rusko tajgo lahko razdelimo na severni, srednji in južni del; slednji ima največjo pestrost vrst, meja pa poteka od Moskve preko Jekaterinburga do Krasnojarska. Tajga raste nad dokaj nerodovitni prsti, tj. podzolu, ki ima malo rodovitnih snovi in zato ni primerna za kmetijsko obdelovanje; na malih površinah ob rekah se gojijo le nekatere odpornejše vrste žitaric, kot sta ječmen in rž. Zaradi slabe rodovitnosti je bila tajga nekdaj le redko poseljena, danes pa je izkrčena le na južnih delih na prehodu v gozdno stepo. Ogromne površine tajge so predvsem poleti še vedno zamočvirjene in zato dostopne le z letalom ali helikopterjem. Poleg tega poleti postanejo moteči roji mušic in komarjev, zato so se večja naselja razvila le ob robovih močvirij, pretežno ob velikih rečnih sistemih, ob pristaniščih, trgovskih središčih in samostanih.
Od sesalcev so najpogostejši rjavi medved, volk, ris, navadna lisica (tudi t. i. srebrna lisica, črna oz. melanistična varianta), sobolj, hermelin, vapiti oz. kanadski jelen, los, rosomah, evropski bober, zajci, navadna veverica, leteča veverica, sibirski burunduk, rovke in miši. V tajgi prebiva tudi okoli 160 vrst ptic, med njimi npr. črna štorklja, črna žolna, nekatere vrste sov (npr. iz rodu Bubo), pegam in različne vrste roparic ter ščinkavcev.

### Listopadni in mešani gozdovi
Listopadni in mešani gozdovi se v glavnem pojavljajo v ozkem klinastem pasu od meje z baltskimi državami preko Urala in Novosibirska do meje z Mongolijo. V evropskem delu prevladujejo severno od Moskve borovci in smreke, južno od nje pa hrasti, bukve, breze, lipe in javorji. Za razliko od tajge so ti gozdovi bogatejši z gobami in gozdnimi sadeži. Prst teh gozdov je sicer bogatejša s hranili in manj kisla od podzolov tajge, vendar nudi le zmerne pogoje za poljedelstvo. Najpogostejši žitarici sta pšenica in rž.
Sama sestava je seveda odvisna od prejšnjih posekov, požarov in poljedelstva. Na mnogih področjih so sekundarni gozdovi pretežno sestavljeni iz brez, ki so bile priljubljen motiv mnogih ruskih krajinskih slikarjev (npr. A. K. Savrasov, A. I. Kuindzhi, I. I. Levitan in V. D. Polenov). Vzhodno od Urala gozdovi prav tako prehajajo v čiste brezove sestoje. Breza je eden od ruskih nacionalnih simbolov.
V omenjenih gozdovih biva večina že naštetih sesalcev iz tajge, pogosti so tudi ježi, polhi in srne. Poleg tega so listopadni in mešani gozdovi dovolj topli, da nudijo življenjski prostor raznim dvoživkam in plazilcem, predvsem žabam ter gadom in kuščarjem. Od ptic so najpogostejše žolne, sove, sokoli, orli (planinski orel je še eden od nacionalnih simbolov države), brglezi, drozgi in sinice (predvsem iz rodu Baeolophus). V evropskem delu, predvsem proti gozdnim stepam, bivajo še slavci, ki so bili pogosto opevani v delih ruskih književnikov 19. stoletja.

### Stepa
Prva področja gozdne stepe se pričnejo pojavljati južno od reke Oke, pri Orjolski in Tulski oblasti, medtem ko se Belgorodska in Kurska oblast nahajata že na pravi travnati stepi. V evropskem delu se razteza praktično vse do delte Volge in vznožja Kavkaza, v Sibiriji pa se pričenja ob meji s Kazahstanom in poteka do vznožja Altaja.
Rast dreves omejuje predvsem manjša količina padavin. Odvisno od namočenosti tal uspevajo med travami predvsem bodalice, bilnice, pahovke in šaš. Na območju stepe se nahaja zelo rodovitna prst, imenovana černozjom ali stepna črnica, zaradi česar so velike površine travnate stepe obdelane, gojijo pa predvsem žitarice.
V stepah so značilni predstavniki sesalcev stepski leming, stepski svizec, hrčki in tekunice med glodalci ter stepska lisica, volk, stepski in tigrasti dihur, jazbec in norka. Od ptic so značilne droplje, sabljarke, kragulji, orli, sokoli, legati, zlatovranke, vrane, škrjanci in prepelice in smrdokavre. Od plazilcev bivajo nekatere kače in kuščarji.

## Okolje in družba

### Onesnaženje
V preteklosti je bila Sovjetska zveza obravnavana kot ena od najbolj onesnaženih območij na svetu, med drugim zaradi mnogih ekoloških nesreč, kot so npr. Černobilska nesreča leta 1986 ter manj znana Kištimska nesreča leta 1957, poskusi z jedrskim orožjem na Novi zemlji in v okolici Semipalatinska, izginevanje Aralskega jezera in industrijsko onesnaženje.
Pred obravnavo onesnaženja v Rusiji je treba poudariti naslednje stvari:
- Porazdelitev onesnaženja v Rusiji ni enakomerna. Po eni strani so nekateri kraji močno onesnaženi, npr. mesto Dzeržinsk v Niženovgorodski oblasti, ki je v Guinesssovi knjigi rekordov navedeno kot najbolj onesnaženo mesto s kemikalijami (predvsem z obstojnimi organskimi onesnaževali, kot so dioksini), pričakovana življenjska doba pa je 42 let za moške in 47 za ženske.[56][57] Po drugi strani je večina narave v Sibiriji in ruskem Daljnem vzhodu praktično nedotaknjena; nekateri največji in najčistejši potoki na svetu se nahajajo v sibirski tajgi, divjina gorovja Altaj pa je prav tako znana po svoji neokrnjeni lepoti.[55]
- Gostota prebivalstva v državah bivše Sovjetske zveze, torej tudi v Rusiji, je mnogo manjša od gostote v ZDA (manj kot četrtina vrednosti) in v ostalih evropskih državah (osmina vrednosti), z izjemo velemest, kot je Moskva.[55]
- Po razpadu Sovjetske zveze se je industrija zmanjšala, v nekaterih mestih so tovarne modernizirali ali jih zaprli, zaradi česar je okolje sedaj čistejše,[8] ponekod pa tovarne z zastarelo opremo še vedno obratujejo, kar povzroča ekološko škodo in vpliva na zdravje ljudi.[7] V zadnjih desetletjih se uveljavlja tudi »zahodni stil« življenja, npr. v smislu povečanja števila registriranih osebnih avtomobilov in s tem povečanja količine izpušnih plinov od cestnega prometa, povečuje se tudi gospodinjska poraba pitne vode, npr. za pranje osebnega avtomobila.[58]

#### Onesnaženje zraka
Industrija v Sovjetski zvezi je letno izpustila okoli 60 milijonov ton odpadnih snovi v zrak, današnja industrija v Rusiji pa izpusti okoli 25 milijonov ton odpadnih snovi. Za primerjavo: industrija v ZDA je leta 2005 izpustila okoli 60 milijonov ton odpadnih snovi v zrak. Zmanjšanje industrijskih emisij v Rusiji je deloma posledica razpada Sovjetske zveze (efektivna velikost Rusije je namreč manjša od bivše Sovjetske zveze), deloma pa zmanjšanja industrijske proizvodnje med letoma 1991 in 1998.
Termoelektrarne, plavži in kemična industrija še vedno predstavljajo veliko obremenitev za nekatera mesta; od 200 mest na svetu z najbolj onesnaženim zrakom se jih 40 nahaja v Rusiji. V evropskem delu največji problem predstavljajo Čerepovec (kovinsko predelovalna industrija), Rjazan, Vladimir, Volgograd, Saratov (industrija strojev in kemična industrija) in Naberežnije Čelni (petrokemična industrija in proizvodnja cestnih transportnih vozil KamAZ). Na področju Urala predstavljajo problem zaradi težke industrije (kot sta vojaška in kemična industrija) Jekaterinburg, Ufa, Nižni Tagil, Čeljabinsk in Pervouralsk. V Sibiriji in ruskem Daljnem vzhodu največji problem predstavlja Norilsk (vsako leto tamkajšnja industrija izpusti v zrak okoli 500 ton bakrovih oksidov, 500 ton nikljevih oksidov in dva milijona ton žveplovega dioksida), sledijo mu Angarsk in Bratsk (aluminijevi plavži), Novokuzneck in Kemerovo (predelava premoga in kemična industrija) ter Južno-Sahalinsk, Magadan, Omsk, Blagoveščensk in Čita zaradi težke industrije, vključujoč vojaško industrijo.
Dodaten problem predstavlja zračno onesnaženje iz sosednjih oz. bližje ležečih držav, predvsem iz Poljske, Romunije, Ukrajine, Belorusije, Švedske in celo Nemčije, saj imajo vse naštete države obsežno težko industrijo, poleg tega pa ležijo na območju, od koder zahodni vetrovi odnašajo zračne mase proti Rusiji. V manjši meri je podoben problem prisoten na področju gorovja Altaj zaradi industrije v vzhodnem delu Kazahstana. Kot marsikatera država z razvito industrijo se tudi Rusija srečuje še s problemom onesnaženja drugih strupenih snovi, kot so benzen, anilin, formaldehid, klorovodikova kislina, metanetiol, svinec, vodikov sulfid ipd.
V zadnjih desetletjih je pomemben vir onesnaževanja zraka cestni promet. V poznih 80-ih letih 20. stoletja je bilo npr. v Moskvi registriranih okoli pol milijona avtomobilov, dandanes pa je registriranih več kot 4 milijonov avtomobilov in tovornjakov, mnogo od njih, predvsem starejši modeli Lad in Volg, nima nameščenih sodobnih katalizatorjev, ki pretvarjajo škodljive izpušne pline v manj škodljive pline. Leta 2007 je bilo registriranih 195 osebnih avtomobilov na 1.000 prebivalcev, v Moskvi 261 (za primerjavo, v ZDA je v povprečju registriranih 453 osebnih avtomobilov na 1.000 prebivalcev oz. 783 vozil, če se upošteva še terence in lahka gospodarska vozila).
Ocenjujejo, da je leta 2013 celokupni izpust ogljikovega dioksida (CO2) v Rusiji znašal okoli 1.800.000 kt, s čimer se je med večjimi državami oz. političnimi unijami uvrščala na 5. mesto (za Kitajsko, ZDA, EU in Indijo), po izpustu na prebivalca pa z 12,6 t/prebivalca na 6. mesto (za Avstralijo, ZDA, Savdsko Arabijo, Kanado in Južno Korejo. Rusija je Kjotski protokol ratificirala leta 2004.

#### Onesnaženje vode
Večina pitne vode se izrablja za hlajenje termoelektrarn in v industrijske namene (okoli 60 %), ostala velika porabnika sta namakanje kmetijskih površin (okoli petina vode) in gospodinjstva. V primerjavi z nekaterimi drugimi zahodnimi državami, kot so ZDA, se v Rusiji izrablja manj vode za namakanje in za gospodinjske namene, saj se je v bivši Sovjetski zvezi večino žitaric tradicionalno gojilo z minimalnim namakanjem, mnogo gospodinjstev pa praktično do pred kratkim ni imelo svojih vrtov s travniki, katere bi bilo treba namakati čez poletja, ter svojih avtomobilov, katere bi bilo treba oprati.
Vodovje v evropskem delu je načeloma veliko bolj onesnaženo v primerjavi s sibirskim delom, kjer so reke povečini čiste, isto velja za Bajkalsko jezero, nekatere reke pa niso izrabljene za namene hidroelektrarn (npr. Lena in Amur). V evropskem delu se najbolj onesnažene reke in potoki nahajajo na polotoku Kola zaradi rudnikov bakra, niklja in fosfatnih mineralov, ostale onesnažene reke so še Severna Dvina zaradi papirne industrije, Volga zaradi strojne ter (petro)kemične industrije in Don zaradi kmetijskega obdelovanja. V sibirskem delu sta najbolj onesnaženi reki Ob z Irtišem zaradi industrije v Uralu, Novosibirsku in Krasnojarsku ter petrokemične industrije v področju srednjega toka in Angara, v zadnjih letih postaja vse večji problem tudi Amur. Tipična onesnažila v vodah so naftni derivati, težke kovine, fosfati, nitrati in kompleksne organske spojine, dostikrat so prisotne kanalizacijske odplake, zaradi česar so možne okužbe.
Bajkalsko jezero je kot že omenjeno minimalno onesnaženo; edini vir onesnaženja je papirna industrija na skrajnem jugu jezera. Pred leti so ruske oblasti načrtovale gradnjo naftovoda do Kitajske, v neposredni bližini jezera, vendar je zaradi protestov tamkajšnjih prebivalcev predsednik Vladimir Putin podpisal odlok, da se naftovod prestavi zunaj neposredne bližine jezera, tj. 100 km proti severu.

#### Radioaktivno onesnaženje
Radioaktivno onesnaženje lahko nastane zaradi bogatenja urana ter proizvodnje plutonija in ostalih radioaktivnih elementov, transporta in shranjevanja jedrskega goriva, odpadnega radioaktivnega materiala, nesreč v jedrskih elektrarnah ter testiranja jedrskega orožja.
V Rusiji se trenutno nahaja 34 jedrskih reaktorjev, razporejenih v 10 jedrskih elektrarn, ki so leta 2014 proizvedli skupno 169 milijard kWh. Vsi reaktorji oz. elektrarne v določenem obsegu obremenjujejo okolje in predstavljajo potencialno nevarnost. Ena od najbolj znanih nesreč je Černobilska nesreča v bivši Sovjetski zvezi, zaradi katere je bila sproščena raven sevanja v okolici približno 14×1018 Bq, predvsem cezijevega izotopa 137 (137Cs) in stroncijevega izotopa 90 (90Sr), kar je enakovredno ravni sevanja, sproščenega med eksplozijo 50-megatonske Carske bombe na Novi zemlji. Onesnažena je bila okolica s površino okoli 200.000 km2; okoli 60 % skupne kontaminacije je prejela Belorusija, po 20 % pa Ukrajina in Rusija v Brjanski oblasti. Druga znana nesreča je bila Kištimska nesreča v kompleksu Majak v Čeljabinski oblasti, predelovalnem obratu in skladišču jedrskih odpadkov, ki je bil obenem glavni vir onesnaževanja okoliških rek in manjših jezer (npr. jezero Karačaj, ki naj bi bilo po nekaterih podatkih najbolj onesnažen kraj na svetu).
Poleg Nove zemlje in Semipalatinska so bili nekateri manjši poskusi z jedrskim orožjem izvedeni tudi na polotoku Kola, v okolici Krasnojarska ter v Hanti-Mansijskem avtonomnem okrožju. Zaradi predelovalnih obratov in odlaganja odpadkov so onesnažena določena območja blizu Ivanovega, na polotoku Kola in priobalnih območjih ruskega Daljnega vzhoda ter v nekdanji Permski oblasti.

### Varstvo narave
Raznolikost živih bitij v Rusiji je razmeroma majhna kot pa bi pričakovali pri taki velikosti države, saj je večina rastlinstva in živalstva prilagojena tundrskemu in hladnemu celinskemu podnebju. Območja z največjo raznolikostjo sta gorovji Kavkaz in Altaj, ruski Daljni vzhod ob pacifiški obali ter ozek obalni pas ob Črnem morju.
Za razliko od npr. ZDA, kjer imajo ogrožene vrste urejen pravni status z Zakonom o ogroženih vrstah (angleško Endangered Species Act, ESA), v Rusiji sloni zaščita ogroženih vrst v veliki meri na t. i. Rdeči knjigi ogroženih vrst (rusko Красная книга России), ki ima ohlapnejše pravne omejitve. Sredi 90-ih let 20. stoletja je ruski parlament oz. duma sprejel več zakonov, ki bolje urejajo pravni status redkih vrst in zaščitenih območij. Znane ogrožene vrste v Rusiji so npr. sibirski tiger, snežni žerjav, rdečevrata gos in ruski vihulj.
Najvišjo stopnjo varstva in omejitev imajo t. i. zapovedniki (rusko Заповедники), ki so zvrst strogih naravnih rezervatov (ustreza Ia. kategoriji IUCN zavarovanih območij), kjer je človeška dejavnost močno omejena in kjer poteka nadzor znanstvenih inštitucij. Tovrstnih rezervatov je v Rusiji okoli 100; nekateri zapovedniki so zelo veliki, npr. Veliki arktični rezervat s površino okoli 4 milijoni hektarjev. Poleg tega se v Rusiji nahaja okoli 30 narodnih in naravnih parkov (ustreza II. kategoriji IUCN), ki se osredotočajo na turizem v naravi (npr. državni park v Ugri, Kaluška oblast), ter številni zakazniki (rusko зака́зники), ki ustrezajo IV. kategoriji IUCN oz. območju upravljanja z vrstami/habitati.
Od leta 1978 je UNESCO uvrstil 41 območij med biosferne rezervate. Nekateri rezervati so bili razglašeni za Unescovo svetovno naravno dediščino, in sicer zahodni del Kavkaza, Zlate gore Altaja, osrednji del gorovja Sihote-Alin, ognjeniki na Kamčatki, Vranglov otok, Bajkalsko jezero, Putoranska planota, Lenski stolpi in kotlina jezera Uvs Nuur.
S Komskim pragozdom se po nedotaknjenosti, raznolikosti živalskih in rastlinskih vrst ter velikosti ne more primerjati nobeno območje v Evropi. Nahaja se na vzhodu republike Komi, zahodnih obronkih severnega Urala in severovzhodnem delu Vzhodnoevropskega nižavja ter obsega površino okoli 32.800 km2. Nižinski zahodni del je prepreden s številnimi rekami, ob katerih se razprostirajo močvirja in poplavljeni predeli. Uspevajo predvsem šotni mahovi in nizko grmičevje, kot so npr. borovnice. V višje ležečih predelih uspevajo grmovja in nizka drevesa, kot so razne vrste vrb, črni ribez in jerebika. Med poplavnimi predeli in Uralom raste tajga, kjer prevladujejo predvsem smreke, sibirski bori in macesni ter bele jelke. Na območju Komskega pragozda je znanih 204 vrst ptic, 43 vrst sesalcev in 16 vrst rib. Razglasitev Komskega pragozda za svetovno naravno dediščino je bilo pomembno dejanje zaradi preprečitve industrijskega izkoriščanja, saj so nekatera podjetja, tako domača kot tuja, skušala pridobiti koncesijo za sečnjo gozdov in rudarjenje zlata.
V Bajkalskem jezeru biva več kot 1.500 živalskih vrst. V jezeru se zaradi starosti nahajajo številni endemiti in posebej prilagojene vrste, kot so golomjanke, ki so se hladnemu okolju prilagodile tako, da kotijo žive mladiče. V jezeru živi tudi bajkalski tjulenj ali nerpa.

### Naravna bogastva in raba tal
Rusija sodi med vodilne proizvajalke fosilnih goriv, tj. premoga, šote, nafte in zemeljskega plina, ter rudnin in kovin, kot so apnenec, arzen, baker, boksit, diamanti, fosfatni minerali, kadmij, kalijevi minerali, kobalt, kositer, litij, magnezijev oksid, paladij, renij, silikatni minerali, titan, uran, vanadij, volfram, zlato, železove rude in žveplo. Glavna nahajališča nafte so predvsem na Uralu in v Zahodnosibirskem nižavju, nahajališča zemeljskega plina pa prav tako v Zahodnosibirskem nižavju, podnožju Kavkaza in Povolžju. V Zahodnosibirskem nižavju se pomembne zaloge nafte, zemeljskega plina in šote nahajajo predvsem v Vasjuganskem barju. Pomembna nahajališča rudnin se nahajajo na polotoku Kola (predvsem fosfatni minerali), severnem delu Kavkaza, Uralu (mdr. 96 % državnih zalog kalijevih mineralov in mnogo dragih kamnov, predvsem rubin, smaragd, ametist in safir), ruskem Daljnem vzhodu, vzhodnem delu Sibirije (mdr. 70 % državnih zalog bakra, 76 % zalog svinca in diamanti) ter območju blizu severnega tečajnika (mdr. uran). V območju Kaliningrajske oblasti se nahaja okoli 95 % svetovnih zalog jantarja.
Leta 2005 je proizvodnja fosilnih goriv prispevala okoli 14 % k bruto družbenemu proizvodu (BDP), načrpano je bilo 3.500.000 sodov nafte. Druga močna veja primarnega sektorja, ki je veliko prispevala BDP-ju, je bila pridobivanje kovin oz. metalurška dejavnost; med kovinami je bilo največ pridobljenega surovega železa, in sicer okoli 50 milijonov ton. V proizvodnji fosilnih goriv ter rudnin je bilo zaposlenih okoli milijon delavcev, kar je predstavljalo 1,6 % celotne delovne sile v Rusiji.
Kot že omenjeno je v Rusiji zaradi podnebnih omejitev na voljo relativno malo površine za kmetijstvo. Glavna poljedelska območja se nahajajo v evropskem delu države, predvsem na območju černozjoma proti Kaspijskemu jezeru in Črnemu morju ter v severnem podnožju Kavkaza. Na približno polovici obdelanih zemljišč pridelujejo žitarice, predvsem pšenico, ječmen, rž in koruzo, ostali delež predstavljajo sadje in zelenjava (predvsem krompir) ter sončnice. Rusija ne sodi med pomembne izvoznice hrane, pač pa celo uvažajo pridelke, predvsem žita in sladkor. Kmetijska pridelava je organizirana v razmeroma slabo produktivnih velikih državnih podjetjih s slabo mehanizacijo in drugo delovno opremo. Tako je še vedno pomembna pridelava na ohišnicah, predvsem pridelava zelenjave in živalskih produktov. Okoli 45 % države prekrivajo gozdovi, ki so v veliki meri zaradi oddaljenosti in slabe prometne povezave nedostopni, vendar ima gozdarstvo dokaj velik gospodarski pomen.

### Naravne nesreče
Rusijo najbolj ogrožajo potresi in ognjeniški izbruhi, predvsem na Kamčatki in Kurilskih otokih, poleg tega pa še gozdni požari in vročinski valovi ter poplave. Ognjenik Ključevska Sopka je najbolj aktiven ognjenik na Kamčatki, saj je v zadnjih dveh desetletjih izbruhnil vsaj 17-krat, nazadnje 1. januarja 2015; praktično vsi izbruhi so bili po eksplozivnosti nizke stopnje, nobeden pa ni povzročil smrtnih žrtev. Ostala potencialno najbolj nevarna aktivna ognjenika sta Avačinskaja Sopka in Korjakski, ki ogrožata mesto Petropavlovsk-Kamčatski.
Med najhujše naravne nesreče v Rusiji v zadnjih dveh desetletjih spadajo potres v Neftegorsku na severu Sahalina leta 1995 z magnitudo 7,1 MW in skorajda 2.000 smrtnimi žrtvami, obsežni gozdni požari po celotni Rusiji leta 2010 z več kot 55.000 žrtvami zaradi posledičnega vročinskega vala ter smoga in poplave v Krasnodarskem okraju leta 2012, ki so zahtevale več kot 170 žrtev, uničenih pa je bilo več kot 5.000 domov.
Poseben primer predstavlja eksplozija meteorja nad Čeljabinskom 15. februarja 2013, pri kateri je nastal udarni val, ki je poškodoval okoli 1.200 ljudi, predvsem s steklom iz oken, ki jih je razbil udarni val, ter okrog 3.000 zgradb v šestih mestih po vsej Uralski regiji. Do podobne nesreče v bistveno večjem obsegu je prišlo tudi 30. junija 1908 na območju reke Tunguska v Sibiriji, ko je eksplozija podrla okrog 60 milijonov dreves na površini 2.150 km2.